# Ferrera di Varese
Ferrera di Varese là một đô thị ở tỉnh Varese trong vùng Lombardia, có cự ly khoảng 60 km về phía tây bắc của Milan và khoảng 14 km về phía tây bắc của Varese. Tại thời điểm ngày 31 tháng 12 năm 2004, đô thị này có dân số 653 người và diện tích là 1,5 km².
Ferrera di Varese giáp các đô thị: Cassano Valcuvia, Cunardo, Grantola, Masciago Primo, Rancio Valcuvia.